# O.L.V. van Lourdes Ziekenhuis Waregem

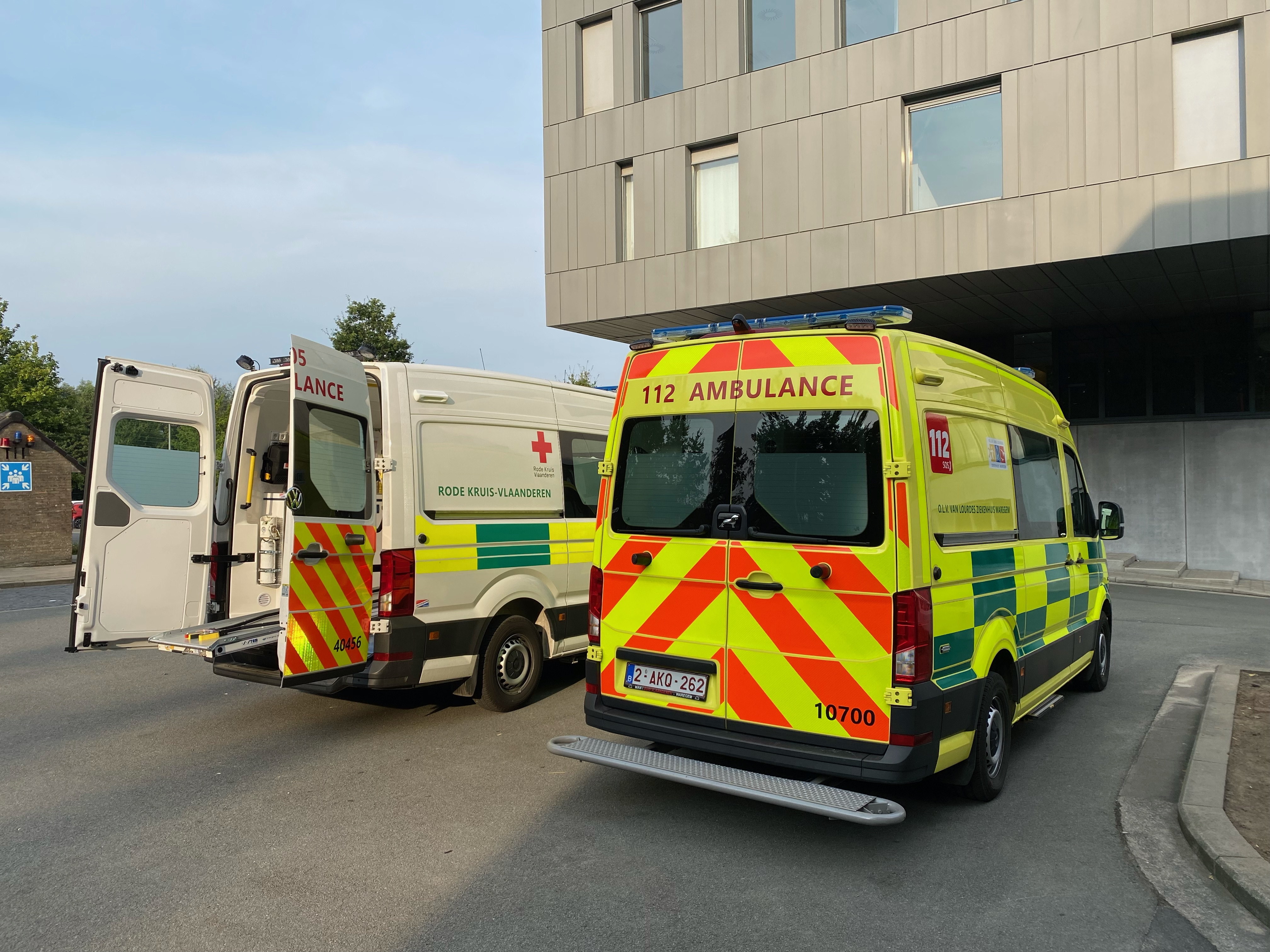
Ambulances bij het huidige ziekenhuis, 2021

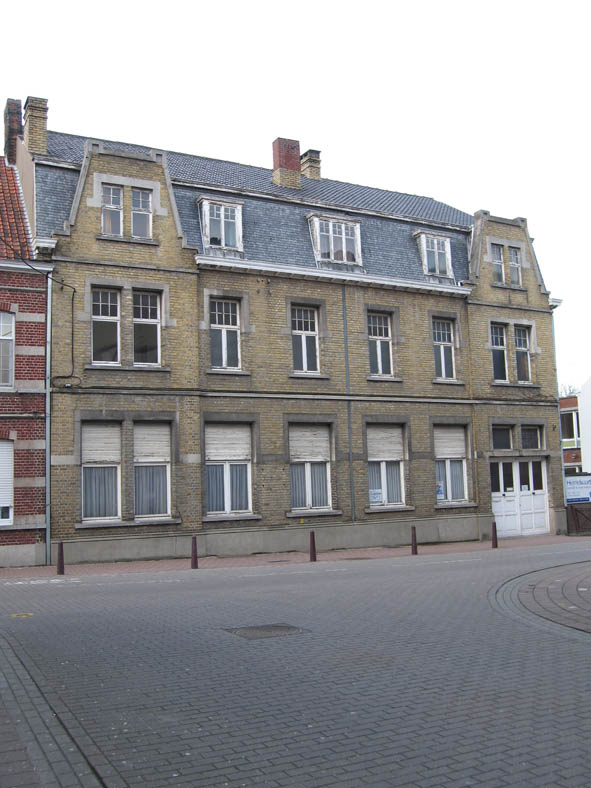
Het voormalige ziekenhuis aan de Keukeldam, gefotografeerd in 2009

Het O.L.V. van Lourdes Ziekenhuis Waregem (OLVW) is een algemeen regionaal ziekenhuis te Waregem, in de Belgische provincie West-Vlaanderen.

## Historiek
Tot vóór 1940 bestond er geen echte verzorgingsinstelling in de regio Waregem. In 1944 werd in het Waregemse weeshuis, gelegen in het centrum van Waregem (Keukeldam 17), een klein ziekenhuis onder de benaming Clinique Notre-Dame de Lourdes ondergebracht, bestuurd door de Zusters van Onze-Lieve-Vrouw Hemelvaart.
Het ziekenhuis werd geopend op 7 januari 1946 en telde slechts 25 bedden. Bij de aanvang in 1946 was slechts één arts-algemeen chirurg actief, een viertal zusters stonden in voor de verzorging. Later werd het artsenkorps uitgebreid met een internist en een neus-, keel- en oorarts. 
Al na enkele jaren voldeed het bescheiden ziekenhuis niet meer. Bovendien kon aan de talrijke aanvragen voor behandeling en opname niet langer voldaan worden met de beperkte middelen die de zusters en artsen toen ter beschikking hadden.
In 1954 gingen de Zusters van Onze-Lieve-Vrouw Hemelvaart een federatie aan met de Zusters van 't Gelove uit Tielt, ter voorbereiding van de bouw van een groter ziekenhuis. In 1956 werd daartoe een terrein van drie hectare aangekocht aan de Steenweg op Sint-Eloois-Vijve. In 1958 werd het ziekenhuis geopend. Het had een capaciteit van 135 bedden, verdeeld over bacillose (12), heelkunde (51), interne ziekten (36) en pediatrie (36).
In die periode waren een beperkt aantal specialisten actief, met name een algemeen chirurg, een internist, een longarts, een pediater, een neus-, keel- en oorarts en een anesthesist. Naast de zusters werden de eerste leken-verpleegkundigen aangeworven. Vanaf 1963 kreeg het ziekenhuis een vzw-structuur.
In de tweede helft van de jaren zestig van de 20e eeuw bleek het ziekenhuis opnieuw te klein. Van 1968 tot 1970 volgde uitbreiding naar 178 bedden. Naast de reeds eerder genoemde specialismen kwam er nu snel een aanvulling met anesthesiologie, orthopedie en neuropsychiatrie. Het ziekenhuis bleek in zijn nieuwe configuratie al snel terug te klein. 
Er werden terreinen aangekocht en vanaf 1975 werd een nieuw medisch-technisch blok en een bijkomende nieuwe hospitaalvleugel gebouwd. In 1980 werd deze in gebruik genomen. Deze beschikte, naast zijn moderne medische en civiele uitrusting, over 253 bedden, verdeeld over 83 bedden heelkunde, 104 bedden interne, 36 bedden pediatrie, 24 bedden revalidatie en 6 bedden intensieve zorg. Het aantal medewerkers bedroeg toen 250, waaronder een vijftiental artsen die, naast de reeds eerder aanwezige specialismen, nu ook gynaecologie, nucleaire geneeskunde, plastische heelkunde, oogheelkunde, cardiologie en radiologie vertegenwoordigden.
Vanaf 1980 werd het ziekenhuis opnieuw uitgebreid, met name met de afdeling kraamzorg, die 24 bedden omvatte en eind 1982 in gebruik werd genomen. Verdere herschikkingen en renovaties volgden in 1986 en 1989-1992. In 1991 werd een dagkliniek met 10 bedden ingericht. Vanaf 1995 volgden nog een revalidatie-afdeling en een psychiatrische afdeling.

## Kerncijfers
Situatie op 31/12/2020
- Aantal erkende bedden: 264

- 734 ziekenhuismedewerkers: 635 vrouwen, 99 mannen
- 435 verplegend personeel, 75 paramedici, 94 administratieve medewerkers en 130 andere medewerkers
- 77 ziekenhuisartsen, 45 toegelaten artsen